# Oxysychus pini
Oxysychus pini är en stekelart som beskrevs av Yang 1996. Oxysychus pini ingår i släktet Oxysychus och familjen puppglanssteklar. Inga underarter finns listade i Catalogue of Life.